# Підмихайлівська сільська рада (Рогатинський район)
| Підмихайлівська сільська рада — орган місцевого самоврядування у Рогатинському районі Івано-Франківської області з адміністративним центром у с. Підмихайлівці. Історична дата утворення: в 1939 році. Водоймища на території, підпорядкованій даній раді: річка Свірж. Сільській раді підпорядковані населені пункти: - с. Підмихайлівці - с. Журів |

## Склад ради
Рада складається з 15 депутатів та голови.

### Керівний склад ради
| ПІБ                       | Основні відомості                                                                          | Дата обрання | Дата звільнення |
| ------------------------- | ------------------------------------------------------------------------------------------ | ------------ | --------------- |
| Гриньов Микола Михайлович | Сільський голова, 1985 року народження, освіта                                             | 26.03.2006   | 31.10.2010      |
| Гриньов Микола Михайлович | Сільський голова, 1985 року народження, освіта вища, член політичної партії «Наша Україна» | 31.10.2010   |                 |

Примітка: таблиця складена за даними джерела